# Religia na Węgrzech

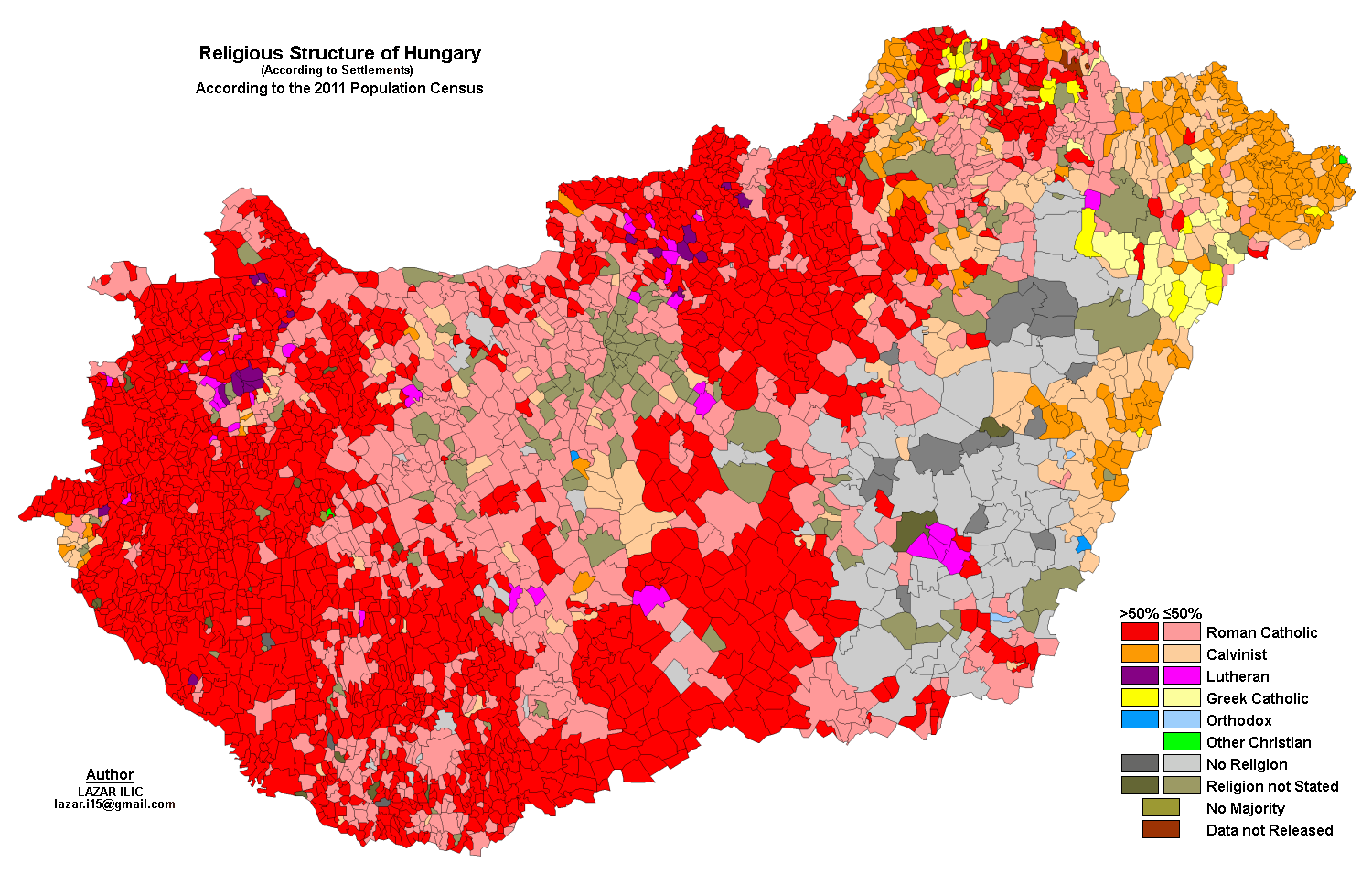
Rozmieszczenie religii i braku religijności na Węgrzech, według spisu z 2011 roku

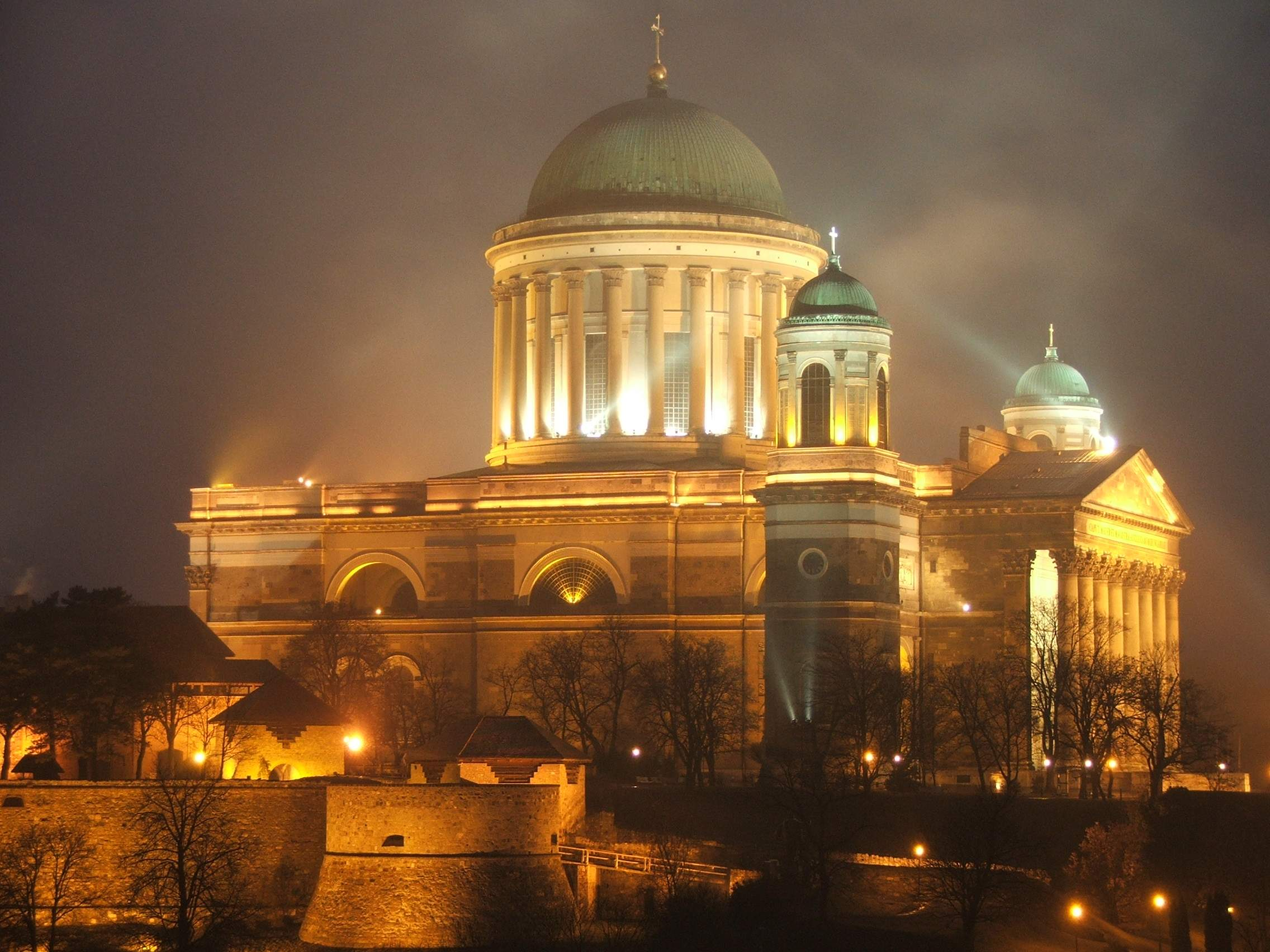
Bazylika w Ostrzyhomiu

Od XI wieku Węgry były zdominowane przez chrześcijaństwo. Na Węgrzech nie ma oficjalnej religii i zagwarantowana jest wolność religijna. Ponad połowa populacji należy do Kościoła Rzymskokatolickiego, większość z nich mieszka w zachodniej i północnej części kraju. Około jedna piąta ludności jest wyznania kalwińskiego (skoncentrowana we wschodnich Węgrzech). Luteranie stanowią kolejną ważniejszą mniejszość wyznaniową, działają także mniejsze grupy należący do różnych innych wyznań chrześcijańskich (zielonoświątkowców, greckich lub bizantyjskich katolików, prawosławnych i unitarian). Żydowska społeczność która stanowiła 5% ludności przed II wojną światową, została zdziesiątkowana przez Holocaust i obecnie jest o wiele mniejsza.
Według badań przeprowadzonych przez Pew Research Center w 2010 roku 81% Węgrów identyfikowało się z chrześcijaństwem. Następne 18,6% nie było związane z żadną religią i 0,4% wyznawało inne religie.
Według najnowszego sondażu Eurobarometru z 2010 roku odpowiedzi mieszkańców Węgier na pytania w sprawie wiary były następujące:
- 45% – „Wierzę w istnienie Boga”,
- 34% – „Wierzę w istnienie pewnego rodzaju ducha lub siły życiowej”,
- 20% – „Nie wierzę w żaden rodzaj ducha, Boga lub siły życiowej”,
- 1% – „Nie wiem”.

## Statystyki
| Religie/kościoły                             | Liczba wiernych | Procent ludności | Źródło                                  |
| -------------------------------------------- | --------------- | ---------------- | --------------------------------------- |
| Katolicyzm                                   | 5 940 000       | 59,6%            | Operation World, 2010                   |
| Węgierski Kościół Reformowany                | 2 025 000       | 20,3%            | Operation World, 2010                   |
| Kościół Ewangelicki na Węgrzech              | 179 618         | 1,8%             | LWF, 2015                               |
| Rumuński Kościół Prawosławny                 | 80 000          | 0,8%             | Operation World, 2010                   |
| Kościół Wiary (zielonoświątkowcy)            | 70 000          | 0,7%             | Faith Church, 2013                      |
| Judaizm                                      | 47 600          | 0,5%             | World Jewish Population, 2016           |
| Kościół Unitariański na Węgrzech             | 25 000          | 0,25%            | bd                                      |
| Świadkowie Jehowy                            | 21 180          | 0,22%            | Sprawozdanie Świadków Jehowy, 2022      |
| Kościół Baptystyczny                         | 19 850          | 0,2%             | Operation World, 2010                   |
| Islam                                        | 15 957          | 0,16%            | Operation World, 2010                   |
| Kościół Adwentystów Dnia Siódmego            | 11 900          | 0,12%            | Operation World, 2010                   |
| Ewangeliczne Stowarzyszenie Zielonoświątkowe | 10 500          | 0,1%             | Operation World, 2010                   |
| Mormoni                                      | 5258            | 0,05%            | LDS, 2019                               |
| Buddyzm                                      | 4000            | 0,04%            | Operation World, 2010                   |
| Zjednoczony Kościół Metodystyczny            | 478             | 0,005%           | Zjednoczony Kościół Metodystyczny, 2019 |